# Lo scudo dei Falworth
Lo scudo dei Falworth (The Black Shield of Falworth) è un film del 1954 diretto da Rudolph Maté.
Prodotto per la Universal Studios da Robert Arthur e Melville Tucker è l'adattamento cinematografico del romanzo di Howard Pyle Men on Iron, sceneggiato da Oscar Brodney.
La pellicola fu la prima prodotta alla Universal ad utilizzare la tecnologia CinemaScope e venne proiettata il 6 ottobre 1954 al Loew's State Theater di New York.
Si tratta della seconda delle cinque pellicole girate da Tony Curtis e Janet Leigh durante la loro unione matrimoniale durata fino al 1961.

## Trama
Durante una battuta di caccia nella residenza del Conte di Alban, fra i partecipanti ci sono il re Enrico IV d'Inghilterra, il Conte di Alban stesso e il suo fidato amico Sir Robert. A causa di un banale incidente, il re abbandona la caccia ed in sua assenza il Conte di Alban manifesta a Sir Robert la sua avversione per il principe Hal, futuro Enrico V d'Inghilterra.
I nobili signori fanno una pausa nel villaggio di campagna di Crosbey-Dale, dove abita l'arciere Diccon, con i figli Myles e Meg Falworth. Quando Meg vede sopraggiungere la comitiva, sprona suo fratello Myles a nascondersi per evitare la leva forzata al servizio dell'odiato Conte di Alban.
Quando Sir Robert insegue Meg con lo scopo di abusare di lei, si scontrerà con Myles, dopo una furiosa lotta, Myles è costretto a fuggire inseguito dai soldati del Conte che lo inseguono fino alla chiesa di Fratello Edward che li svierà dopo aver dato asilo al fuggitivo.

Dopo essersi riuniti nella casa di Fratello Edward, Meg e Myles vengono a conoscenza del fatto di appartenere alla casata del castello di Mackworth e vengono invitati a farvi ritorno. Edward mostra ai due giovani una lettera scritta di pugno da Lord Mackworth e un anello con il sigillo di uno scudo nero e un grifone rosso, simbolo della casata. La lettera rivela ai due giovani di essere stati affidati dal padre al fedele Edward e alle cure di Diccon.
Nonostante le animate proteste del frate, Myles chiede di avere l'anello con l'emblema, ottenendolo, ma viene messo in guardia che, se trovato in possesso del gioiello, sarà suscettibile di essere giustiziato.
Il giorno seguente Myles, Meg e Diccon si recano con un carretto alla volta del castello di Mackworth. Lungo la strada vengono fermati da una donzella inseguita da un cavaliere che indossa la livrea blu del castello. La donna chiede aiuto e Myles fermerà il suo inseguitore disarcionandolo da cavallo, ma presto scoprirà di essere stato vittima di una burla e che il cavaliere da lui disarcionato stava inseguendo per gioco la fanciulla che si rivelerà essere Lady Anne, figlia del Duca di Mackworth, mentre il suo inseguitore altri non è che Walter Blunt, capo delle guardie del castello.
Appena entrato nel castello Myles fa la conoscenza di Francis Gascoyne, un cavaliere che gli evita lo scontro con alcune guardie e che mostrerà subito interesse per Meg.
Nel frattempo il Duca di Mackworth e il principe Hal hanno una conversazione privata nella quale il Duca invita il principe a continuare la sua pantomima di fingersi un ubriacone affinché possa proteggersi dai nemici, primo fra tutti il Conte di Alban che intende far sposare suo fratello con la figlia del Conte, Anne.